# 894 Erda
894 Erda је астероид главног астероидног појаса. Приближан пречник астероида је 36,54 , 
а средња удаљеност астероида од Сунца износи 3,117 астрономских јединица (АЈ). 
Инклинација (нагиб) орбите у односу на раван еклиптике је 12,696 степени, а орбитални период износи 2010,597 дана (5,504 година). Ексцентрицитет орбите астероида износи 0,115. 
Апсолутна магнитуда астероида износи 9,40 а геометријски албедо 0,230.
Астероид је откривен 4. јуна 1918. године.